# Corre, corre caballito
«Corre, corre caballito» es una canción compuesta por los Hermanos García Segura, tema principal de la primera película de la niña Marisol, Un rayo de luz (1960) de Luis Lucia.

## Descripción
Canción infantil en la que la niña narradora se comunica con el pequeño caballo que tira de su carromato. Con respecto al tema, se ha descrito como aflamencado y adornado con los requiebros propios de ese género musical. En la escena de la película en que se interpreta la canción la protagonista va realmente conduciendo un carromato tirado por un caballo. Entre las voces adicionales infantiles en la escena de Corre, corre, caballito, Tony Isbert (entonces de diez años de edad e hijo de María Isbert, señorita Elisabeth en la película) declaraba al programa de televisión Qué tiempo tan feliz que, cuando se encontraban realizando el doblaje de la película en el estudio, tenían que gritar: ¡Eh, chicos, que está ahí Marisol! junto a sus hermanos Andrés y José (que es lo que se oye cuando comienza la escena). Con el dinero que ganaron, los niños que participaron en el doblaje fueron a comprar cacahuetes a la salida del estudio.
Fue tal el éxito de la película y sobre todo de su protagonista infantil, que la pequeña intérprete fue invitada el célebre programa de la televisión estadounidense El show de Ed Sullivan en el que tuvo ocasión de volver a interpretar Corre, corre caballito.

## Versiones
El tema fue versionado por Teresa Rabal en su LP Diga, diga-me (1989).
Asimismo, lo interpretaron la actriz Miriam Díaz-Aroca, en el programa de televisión Telepasión (1995) y la cómica Susi Caramelo imitando a la intérprete original en el talent-sow Tu cara me suena (2023).